# Wuppertaler Sport-Verein 2005-2006
Questa voce raccoglie le informazioni riguardanti il Wuppertaler Sport-Verein nelle competizioni ufficiali della stagione 2005-2006.

## Stagione
Nella stagione 2005-2006 il Wuppertal, allenato da Uwe Fuchs, concluse il campionato di Regionalliga nord all'8º posto. In Coppa di Germania il Wuppertal fu eliminato al primo turno dal Monaco 1860.

## Rosa
| N. |                     | Ruolo | Calciatore              |
| -- | ------------------- | ----- | ----------------------- |
| 1  | Germania (bandiera) | P     | Christian Maly          |
| 3  | Germania (bandiera) | D     | Sven Schaffrath         |
| 4  | Germania (bandiera) | C     | Tim Jerat               |
| 5  | Germania (bandiera) | D     | Björn Mehnert           |
| 6  | Germania (bandiera) | D     | Michael Stuckmann       |
| 7  | Germania (bandiera) | C     | Markus Bayertz          |
| 8  | Germania (bandiera) | C     | Nils Pfingsten-Reddig   |
| 9  | Ungheria (bandiera) | A     | Tibor Tokody            |
| 10 | Senegal (bandiera)  | C     | Jean Louis Tavarez      |
| 11 | Germania (bandiera) | A     | Marius Sowislo          |
| 12 | Germania (bandiera) | P     | Manuel Lenz             |
| 13 | Germania (bandiera) | A     | Paul Fudala             |
| 14 | Germania (bandiera) | C     | Dustin Hähner           |
| 15 | Germania (bandiera) | D     | Lars Marten             |
| 16 | Germania (bandiera) | C     | Andreas Gensler         |
| 17 | Germania (bandiera) | D     | Sebastian Dr. Michalsky |
| 17 | Germania (bandiera) | C     | Marc Bach               |

| N. |                       | Ruolo | Calciatore         |
| -- | --------------------- | ----- | ------------------ |
| 18 | Slovacchia (bandiera) | D     | Vladimir Hyza      |
| 19 | Germania (bandiera)   | A     | Gustav Policella   |
| 20 | Germania (bandiera)   | D     | André Wiwerink     |
| 21 | Germania (bandiera)   | D     | Markus Ortlieb     |
| 21 | Germania (bandiera)   | C     | Stephan Nachtigall |
| 22 | Belgio (bandiera)     | C     | Michael Lejan      |
| 23 | Germania (bandiera)   | A     | Dirk Heinzmann     |
| 25 | Germania (bandiera)   | D     | Andreas Kohlhaas   |
| 29 | Germania (bandiera)   | A     | Gaetano Manno      |
| 33 | Germania (bandiera)   | C     | Dennis Malura      |
| 39 | Germania (bandiera)   | C     | Daniel Embers      |
| 44 | Germania (bandiera)   | C     | Stephan Bork       |
| 47 | Germania (bandiera)   | D     | Andy Habl          |
| 49 | Curaçao (bandiera)    | A     | Rocky Siberie      |
|    | Turchia (bandiera)    | D     | Devrim Kalaycı     |
|    | Turchia (bandiera)    | A     | Murat Gümüstas     |
|    | Spagna (bandiera)     | A     | Miguel López       |

## Organigramma societario
Area tecnica
- Allenatore: Uwe Fuchs
- Allenatore in seconda: Thomas Stickroth
- Preparatore dei portieri: Michael Stahl
- Preparatori atletici:
- Analisi video:

## Calciomercato

### Sessione estiva
| Acquisti | Acquisti                | Acquisti                | Acquisti |
| R.       | Nome                    | da                      | Modalità |
| -------- | ----------------------- | ----------------------- | -------- |
| C        | Stephan Bork            | Schalke 04 II           |          |
| D        | Sebastian Dr. Michalsky | Duisburg                |          |
| A        | Murat Gümüstas          | Fortuna Düsseldorf      |          |
| C        | Dustin Hähner           | Borussia M'gladbach U19 |          |
| C        | Michael Lejan           | Colonia                 |          |
| P        | Manuel Lenz             | Schalke 04 II           |          |
| A        | Gaetano Manno           | Bochum                  |          |
| A        | Gustav Policella        | Fortuna Düsseldorf      |          |
| D        | Sven Schaffrath         | Bayer Leverkusen II     |          |
| A        | Tibor Tokody            | RW Oberhausen           |          |

| Cessioni | Cessioni           | Cessioni                | Cessioni |
| R.       | Nome               | a                       | Modalità |
| -------- | ------------------ | ----------------------- | -------- |
| D        | Karsten Baumann    | Wattenscheid 09         |          |
| A        | Oliver Ebersbach   | Uerdingen 05            |          |
| A        | Holger Gaißmayer   | FSV Vohwinkel           |          |
| C        | Tobias Gensler     | Wuppertal II            |          |
| C        | Andrzej Kobylański | Rot-Weiß Bad Muskau     |          |
| A        | Aleš Kohout        | Velbert                 |          |
| C        | Thomas Rietz       | Wattenscheid 09         |          |
| P        | Daniel Schell      | Alemannia Aquisgrana II |          |

### Sessione invernale
| Acquisti | Acquisti      | Acquisti     | Acquisti |
| R.       | Nome          | da           | Modalità |
| -------- | ------------- | ------------ | -------- |
| A        | Rocky Siberie | Maribor      |          |
| C        | Tim Jerat     | Uerdingen 05 |          |

| Cessioni | Cessioni      | Cessioni      | Cessioni |
| R.       | Nome          | a             | Modalità |
| -------- | ------------- | ------------- | -------- |
| C        | Marc Narewsky | RW Oberhausen |          |

## Risultati

### Regionalliga

#### Girone di andata
| Arbitro: | Gagelmann |

|               |           |                               |
| Policella 56’ | Marcatori | 43’ Kunze 70’, 84’ Zimmermann |

| Kiel 2 agosto 2005, ore 19:30 CEST 2ª giornata | Holstein Kiel | 0 – 0 referto | Wuppertal | Holstein-Stadion (4 270 spett.)\| Arbitro: \| Lupp \| |
| Arbitro:                                       | Lupp          |               |           |                                                       |

| Arbitro: | Schößling |

|            |           |                                                        |
| Tokody 52’ | Marcatori | 6’ Schütte 22’ Reichenberger 50’ (aut.) Hyza 78’ Joppe |

| Arbitro: | Thielert |

|            |           |                          |
| Toborg 35’ | Marcatori | 27’ Policella 57’ Tokody |

| Wuppertal 24 agosto 2005, ore 19:30 CEST 5ª giornata | Wuppertal | 0 – 0 referto | Rot-Weiss Essen | Stadion am Zoo (10 627 spett.)\| Arbitro: \| Fischer \| |
| Arbitro:                                             | Fischer   |               |                 |                                                         |

| Arbitro: | Fischer |

|                  |           |                             |
| Tosun 72’ (rig.) | Marcatori | 59’ Heinzmann 89’ Policella |

| Arbitro: | Kuhl |

|               |           |         |
| Heinzmann 89’ | Marcatori | 83’ Luz |

| Arbitro: | Schempershauwe |

|               |           |           |
| MacDonald 44’ | Marcatori | 82’ Lejan |

| Arbitro: | Hagen |

|                    |           |            |
| Heinzmann 75’, 90’ | Marcatori | 90’ Polenz |

| Arbitro: | Schriever |

|           |           |                    |
| David 51’ | Marcatori | 65’, 89’ Heinzmann |

| Arbitro: | Metzger |

|               |           |                      |
| Policella 37’ | Marcatori | 17’ (rig.) Schindler |

| Arbitro: | Fischer |

|            |           |  |
| Thomas 38’ | Marcatori |  |

| Arbitro: | Schalk |

|          |           |                     |
| Bork 35’ | Marcatori | 32’ (rig.) Feinbier |

| Arbitro: | Gorniak |

|             |           |  |
| Schwarz 26’ | Marcatori |  |

| 29 ottobre 2005 15ª giornata |  | – turno di riposo |  |  |

| Arbitro: | Willenborg |

|             |           |                                              |
| Mehnert 35’ | Marcatori | 13’ Röttger 45’ Reichwein 82’ (rig.) Hübener |

| Arbitro: | Joerend |

|                              |           |  |
| Schmidt 54’ Dejagah 70’, 84’ | Marcatori |  |

| Arbitro: | Perl |

|                                                    |           |  |
| Pfingsten-Reddig 3’ Gensler 33’, 57’ Policella 83’ | Marcatori |  |

| Arbitro: | Otte |

|  |           |               |
|  | Marcatori | 74’ Heinzmann |

#### Girone di ritorno
| Arbitro: | Steinhaus-Webb |

|          |           |                        |
| Maul 20’ | Marcatori | 2’ Gensler 67’ Bayertz |

| Wuppertal 9 dicembre 2005, ore 19:00 CET 21ª giornata | Wuppertal | 0 – 0 referto | Holstein Kiel | Stadion am Zoo (3 931 spett.)\| Arbitro: \| Wagner \| |
| Arbitro:                                              | Wagner    |               |               |                                                       |

| Arbitro: | Gagelmann |

|                               |           |                           |
| Reichenberger 41’, 66’ (rig.) | Marcatori | 50’ Siberie 61’ Stuckmann |

| Arbitro: | Bartsch |

|             |           |  |
| Siberie 62’ | Marcatori |  |

| Arbitro: | Schriever |

|                                     |           |                                    |
| van Lent 23’ Kıskanç 26’ Lorenz 90’ | Marcatori | 66’ Pfingsten-Reddig 77’ Heinzmann |

| Arbitro: | Otte |

|                                  |           |  |
| Pfingsten-Reddig 32’ Bayertz 44’ | Marcatori |  |

| Amburgo 28 marzo 2006, ore 19:30 CEST 26ª giornata | St. Pauli      | 0 – 0 referto | Wuppertal | Millerntor-Stadion (16 606 spett.)\| Arbitro: \| Schempershauwe \| |
| Arbitro:                                           | Schempershauwe |               |           |                                                                    |

| Arbitro: | Kleve |

|          |           |              |
| Manno 6’ | Marcatori | 76’ Adewunmi |

| Arbitro: | Thielert |

|                                      |           |             |
| Rockenbach 39’ (rig.) Theuerkauf 90’ | Marcatori | 63’ Bayertz |

| Arbitro: | Gorniak |

|                    |           |  |
| Bayertz 90’ (rig.) | Marcatori |  |

| Arbitro: | Kunsleben |

|                            |           |  |
| Cannizzaro 53’, 73’ (rig.) | Marcatori |  |

| Arbitro: | Drees |

|                         |           |            |
| Heinzmann 41’ Manno 75’ | Marcatori | 81’ Kullig |

| Arbitro: | Maier |

|            |           |                      |
| Canale 85’ | Marcatori | 45’ (rig.) Heinzmann |

| Arbitro: | Grudzinski |

|               |           |                        |
| Heinzmann 57’ | Marcatori | 30’ Narewsky 70’ Mehic |

| 29 aprile 2006 34ª giornata |  | – turno di riposo |  |  |

| Arbitro: | Kleve |

|                  |           |                  |
| Röttger 39’, 81’ | Marcatori | 85’ (rig.) Manno |

| Wuppertal 13 maggio 2006, ore 14:00 CEST 36ª giornata | Wuppertal | 0 – 0 referto | Hertha Berlino II | Stadion am Zoo (1 507 spett.)\| Arbitro: \| Kunsleben \| |
| Arbitro:                                              | Kunsleben |               |                   |                                                          |

| Arbitro: | Rafati |

|            |           |                      |
| Bäumer 34’ | Marcatori | 35’ Gensler 80’ Bork |

| Arbitro: | Gorniak |

|                                          |           |          |
| Heinzmann 19’ Schaffrath 44’ Sowislo 88’ | Marcatori | 4’ Adamu |

### Coppa di Germania
| Arbitro: | Dingert |

|                |           |                        |
| Schaffrath 12’ | Marcatori | 68’ Costa 73’ Agostino |

## Statistiche

### Statistiche di squadra
| Competizione      | Punti | In casa | In casa | In casa | In casa | In casa | In casa | In trasferta | In trasferta | In trasferta | In trasferta | In trasferta | In trasferta | Totale | Totale | Totale | Totale | Totale | Totale | DR |
| Competizione      | Punti | G       | V       | N       | P       | Gf      | Gs      | G            | V            | N            | P            | Gf           | Gs           | G      | V      | N      | P      | Gf     | Gs     | DR |
| ----------------- | ----- | ------- | ------- | ------- | ------- | ------- | ------- | ------------ | ------------ | ------------ | ------------ | ------------ | ------------ | ------ | ------ | ------ | ------ | ------ | ------ | -- |
| Regionalliga nord | 51    | 18      | 7       | 7       | 4       | 23      | 19      | 18           | 6            | 5            | 7            | 19           | 23           | 36     | 13     | 12     | 11     | 42     | 42     | 0  |
| Coppa di Germania | -     | 1       | 0       | 0       | 1       | 1       | 2       | 0            | 0            | 0            | 0            | 0            | 0            | 1      | 0      | 0      | 1      | 1      | 2      | -1 |
| Totale            | 51    | 19      | 7       | 7       | 5       | 24      | 21      | 18           | 6            | 5            | 7            | 19           | 23           | 37     | 13     | 12     | 12     | 43     | 44     | -1 |

### Andamento in campionato
| Giornata  | 1  | 2  | 3  | 4  | 5  | 6  | 7  | 8  | 9 | 10 | 11 | 12 | 13 | 14 | 15 | 16 | 17 | 18 | 19 | 20 | 21 | 22 | 23 | 24 | 25 | 26 | 27 | 28 | 29 | 30 | 31 | 32 | 33 | 34 | 35 | 36 | 37 | 38 |
| --------- | -- | -- | -- | -- | -- | -- | -- | -- | - | -- | -- | -- | -- | -- | -- | -- | -- | -- | -- | -- | -- | -- | -- | -- | -- | -- | -- | -- | -- | -- | -- | -- | -- | -- | -- | -- | -- | -- |
| Luogo     | C  | T  | C  | T  | C  | T  | C  | T  | C | T  | C  | T  | C  | T  |    | C  | T  | C  | T  | T  | C  | T  | C  | T  | C  | T  | C  | T  | C  | T  | C  | T  | C  |    | T  | C  | T  | C  |
| Risultato | P  | N  | P  | V  | N  | V  | N  | N  | V | V  | N  | P  | N  | P  |    | P  | P  | V  | V  | V  | N  | N  | V  | P  | V  | N  | N  | P  | V  | P  | V  | N  | P  |    | P  | N  | V  | V  |
| Posizione | 17 | 15 | 16 | 12 | 12 | 11 | 12 | 10 | 9 | 6  | 8  | 8  | 8  | 9  | 10 | 11 | 12 | 10 | 9  | 9  | 9  | 9  | 9  | 9  | 9  | 9  | 9  | 9  | 9  | 9  | 8  | 8  | 9  | 9  | 9  | 10 | 9  | 8  |

Legenda:

Luogo: C = Casa; T = Trasferta. Risultato: V = Vittoria; N = Pareggio; P = Sconfitta.

### Statistiche dei giocatori
| Giocatore           | Regionalliga nord | Regionalliga nord | Regionalliga nord | Regionalliga nord | Coppa di Germania | Coppa di Germania | Coppa di Germania | Coppa di Germania | Totale   | Totale | Totale      | Totale     |
| Giocatore           | Presenze          | Reti              | Ammonizioni       | Espulsioni        | Presenze          | Reti              | Ammonizioni       | Espulsioni        | Presenze | Reti   | Ammonizioni | Espulsioni |
| ------------------- | ----------------- | ----------------- | ----------------- | ----------------- | ----------------- | ----------------- | ----------------- | ----------------- | -------- | ------ | ----------- | ---------- |
| M. Bach             | 0                 | 0                 | 0                 | 0                 | 0                 | 0                 | 0                 | 0                 | 0        | 0      | 0           | 0          |
| M. Bayertz          | 33                | 4                 | 3                 | 0                 | 1                 | 0                 | 0                 | 0                 | 34       | 4      | 3           | 0          |
| S. Bork             | 10                | 2                 | 2                 | 0                 | 0                 | 0                 | 0                 | 0                 | 10       | 2      | 2           | 0          |
| D. Embers           | 1                 | 0                 | 0                 | 0                 | 0                 | 0                 | 0                 | 0                 | 1        | 0      | 0           | 0          |
| P. Fudala           | 0                 | 0                 | 0                 | 0                 | 0                 | 0                 | 0                 | 0                 | 0        | 0      | 0           | 0          |
| A. Gensler          | 29                | 4                 | 4                 | 0                 | 1                 | 0                 | 0                 | 0                 | 30       | 4      | 4           | 0          |
| M. Gümüstas         | 5                 | 0                 | 1                 | 0                 | 0                 | 0                 | 0                 | 0                 | 5        | 0      | 1           | 0          |
| A. Habl             | 3                 | 0                 | 1                 | 0                 | 0                 | 0                 | 0                 | 0                 | 3        | 0      | 1           | 0          |
| D. Heinzmann        | 35                | 12                | 8                 | 0                 | 0                 | 0                 | 0                 | 0                 | 35       | 12     | 8           | 0          |
| V. Hyza             | 8                 | 0                 | 3                 | 0                 | 1                 | 0                 | 0                 | 0                 | 9        | 0      | 3           | 0          |
| D. Hähner           | 0                 | 0                 | 0                 | 0                 | 0                 | 0                 | 0                 | 0                 | 0        | 0      | 0           | 0          |
| T. Jerat            | 6                 | 0                 | 1                 | 0                 | 0                 | 0                 | 0                 | 0                 | 6        | 0      | 1           | 0          |
| D. Kalaycı          | 0                 | 0                 | 0                 | 0                 | 0                 | 0                 | 0                 | 0                 | 0        | 0      | 0           | 0          |
| A. Kohlhaas         | 2                 | 0                 | 0                 | 0                 | 0                 | 0                 | 0                 | 0                 | 2        | 0      | 0           | 0          |
| M. Lejan            | 25                | 1                 | 1                 | 2                 | 1                 | 0                 | 0                 | 0                 | 26       | 1      | 1           | 2          |
| M. Lenz             | 1                 | 0                 | 0                 | 0                 | 0                 | 0                 | 0                 | 0                 | 1        | 0      | 0           | 0          |
| M. López            | 1                 | 0                 | 0                 | 0                 | 0                 | 0                 | 0                 | 0                 | 1        | 0      | 0           | 0          |
| D. Malura           | 24                | 0                 | 2                 | 0                 | 0                 | 0                 | 0                 | 0                 | 24       | 0      | 2           | 0          |
| C. Maly             | 35                | 0                 | 3                 | 0                 | 1                 | 0                 | 0                 | 0                 | 36       | 0      | 3           | 0          |
| G. Manno            | 23                | 3                 | 4                 | 0                 | 1                 | 0                 | 0                 | 0                 | 24       | 3      | 4           | 0          |
| L. Marten           | 3                 | 0                 | 0                 | 0                 | 0                 | 0                 | 0                 | 0                 | 3        | 0      | 0           | 0          |
| B. Mehnert          | 35                | 1                 | 8                 | 0                 | 1                 | 0                 | 0                 | 0                 | 36       | 1      | 8           | 0          |
| S. Michalsky        | 0                 | 0                 | 0                 | 0                 | 0                 | 0                 | 0                 | 0                 | 0        | 0      | 0           | 0          |
| S. Nachtigall       | 0                 | 0                 | 0                 | 0                 | 0                 | 0                 | 0                 | 0                 | 0        | 0      | 0           | 0          |
| M. Narewsky         | 11                | 0                 | 1                 | 0                 | 1                 | 0                 | 0                 | 0                 | 12       | 0      | 1           | 0          |
| M. Ortlieb          | 23                | 0                 | 4                 | 0                 | 0                 | 0                 | 0                 | 0                 | 23       | 0      | 4           | 0          |
| N. Pfingsten-Reddig | 32                | 3                 | 3                 | 0                 | 1                 | 0                 | 0                 | 0                 | 33       | 3      | 3           | 0          |
| G. Policella        | 20                | 5                 | 4                 | 1                 | 1                 | 0                 | 1                 | 0                 | 21       | 5      | 5           | 1          |
| S. Schaffrath       | 19                | 1                 | 2                 | 1                 | 1                 | 1                 | 1                 | 0                 | 20       | 2      | 3           | 1          |
| R. Siberie          | 13                | 2                 | 3                 | 0                 | 0                 | 0                 | 0                 | 0                 | 13       | 2      | 3           | 0          |
| M. Sowislo          | 10                | 1                 | 0                 | 0                 | 0                 | 0                 | 0                 | 0                 | 10       | 1      | 0           | 0          |
| M. Stuckmann        | 32                | 1                 | 5                 | 0                 | 0                 | 0                 | 0                 | 0                 | 32       | 1      | 5           | 0          |
| J. Tavarez          | 9                 | 0                 | 0                 | 0                 | 1                 | 0                 | 0                 | 0                 | 10       | 0      | 0           | 0          |
| T. Tokody           | 22                | 2                 | 3                 | 0                 | 1                 | 0                 | 1                 | 0                 | 23       | 2      | 4           | 0          |
| A. Wiwerink         | 34                | 0                 | 5                 | 0                 | 1                 | 0                 | 0                 | 0                 | 35       | 0      | 5           | 0          |